# Ibrahim Aden Warsama
Ibrahim Aden Warsama (Gibuti, 12 maggio 1998) è un calciatore gibutiano, difensore del Port e della Nazionale gibutiana.

## Carriera

### Club
Gioca la stagione 2014-2015 al Djibouti Telecom.

### Nazionale
Debutta in Nazionale il 4 settembre 2015, in Gibuti-Togo.